# Sinamphiascus dominatus
Sinamphiascus dominatus is een eenoogkreeftjessoort uit de familie van de Diosaccidae. De wetenschappelijke naam van de soort is voor het eerst geldig gepubliceerd in 2000 door Mu & Gee.